# (38159) 1999 JB73
1999 JB73 (asteroide 38159) é um asteroide da cintura principal. Possui uma excentricidade de 0.06390500 e uma inclinação de 6.92824º.
Este asteroide foi descoberto no dia 12 de maio de 1999 por LINEAR em Socorro.